# Bulbophyllum thaiorum
Bulbophyllum thaiorum là một loài phong lan thuộc chi Bulbophyllum.